# Eric Caudieux
Eric Caudieux é um engenheiro de som e produtor musical francês radicado nos Estados Unidos.
Um talentoso tecladista e guitarrista rítmico, ele é mais conhecido por seu trabalho com o guitarrista virtuoso Joe Satriani, sendo creditado em muitos de seus álbuns e figurando como membro de seu grupo de apoio quando em turnê. Como guitarrista, ele é canhoto.
Como engenheiro, editor, produtor e compositor musical, trabalhou com outros artistas, incluindo Guns N' Roses, Katy Perry , Dido, Brad Mehldau e Blake Mills.
Caudieux foi engenheiro assistente no set dos filmes I Heart Huckabees (2004)., e Synecdoche, New York (2008)

## Discografia
Com Joe Satriani
- 1998 - Crystal Planet (Guitarra rítmica, teclados)
- 2000 - Engines of Creation (Guitarra rítmica, teclados)
- 2001 - Live in San Francisco (Guitarra rítmica, teclados)
- 2002 - Strange Beautiful Music (Guitarra rítmica, teclados)
- 2008 - Professor Satchafunkilus and the Musterion of Rock (Guitarra rítmica, teclados)
- 2018 - What Happens Next (Guitarra rítmica, teclados)
- 2022 - The Elephants of Mars (Guitarra rítmica, Teclados, Cümbüş, Oud)